# Hamlet (Nebraska)
Hamlet – wieś w Stanach Zjednoczonych, w stanie Nebraska, w hrabstwie Hayes.